# Fábrica de Harinas de Albacete
La Fábrica de Harinas de Albacete es un palacio gubernamental modernista de principios del siglo XX diseñado por la firma suiza Daverio Henrici & Cia situado en la ciudad española de Albacete.

## Historia

### Ingeniería suiza de alimento de la guerra
La Fábrica de Harinas de Albacete, denominada oficialmente Fábrica de Harinas San Francisco y también conocida como Fábrica de Harinas Fontecha, fue erigida en el primer cuarto del siglo XX durante la Primera Guerra Mundial en el paseo de la Cuba de la capital albasitense. Fue proyectada por la Casa Daverio Henrici & Cía (Zúrich, Suiza) por encargo de la firma Fontecha y Cano S. A. para albergar una fábrica de producción de harina. Levantada con el impulso del alcalde de Albacete y miembro de la sociedad, Francisco Fontecha, para dar alimento a los países contendientes de la Gran Guerra, en su construcción trabajaron más de 600 personas dirigidas por ingenieros suizos para acabarla en un tiempo récord de 18 meses. Fue inaugurada el 24 de enero de 1917.
Su diseño siguió el modelo europeo industrial de la época, que incluía, además de la fábrica, un complejo formado por viviendas para los trabajadores, muelles, talleres y almacenes, rodeado por una verja. La fábrica se convirtió durante medio siglo en una de las industrias más importantes y emblemáticas de Albacete, siendo visitada en 1964 por el príncipe Juan Carlos. Con la sofisticada maquinaria Daverio llegó a producir más de 150 000 kg de harina diarios que exportaba en su mayor parte al extranjero, con una capacidad de llenar hasta 300 vagones al día. Cesó su actividad en 1989.

### Sede del Gobierno regional en Albacete
El cierre de la fábrica llevó consigo la pérdida de los edificios anexos a la fábrica, siendo esta última adquirida en 1990 por el Ayuntamiento de Albacete con el fin de destinarla a un uso público. En el 2000 el ayuntamiento cedió el edificio a la Junta de Comunidades de Castilla-La Mancha, que lo rehabilitó y amplió con una inversión de 8 millones de euros, convirtiéndose en sede de la Delegación de la Junta de Comunidades de Castilla-La Mancha en Albacete. El edificio fue ampliado con la construcción de un edificio anexo dotado de auditorio y sala de exposiciones, además de un semisótano para archivo y garaje. La reforma fue realizada por los arquitectos Emilio Sánchez García y Manuel Pedro Sánchez García. El restaurado edificio fue inaugurado con su nuevo uso el 7 de mayo de 2003 por el presidente de Castilla-La Mancha, José Bono, acompañado de numerosas autoridades.
En 2012 la Delegación de la Junta de Comunidades de Castilla-La Mancha en Albacete se trasladó a otro edificio histórico de la capital, la casa Perona, ocupando su lugar el mismo año la Consejería de Hacienda y Administraciones Públicas de Castilla-La Mancha.

## Características

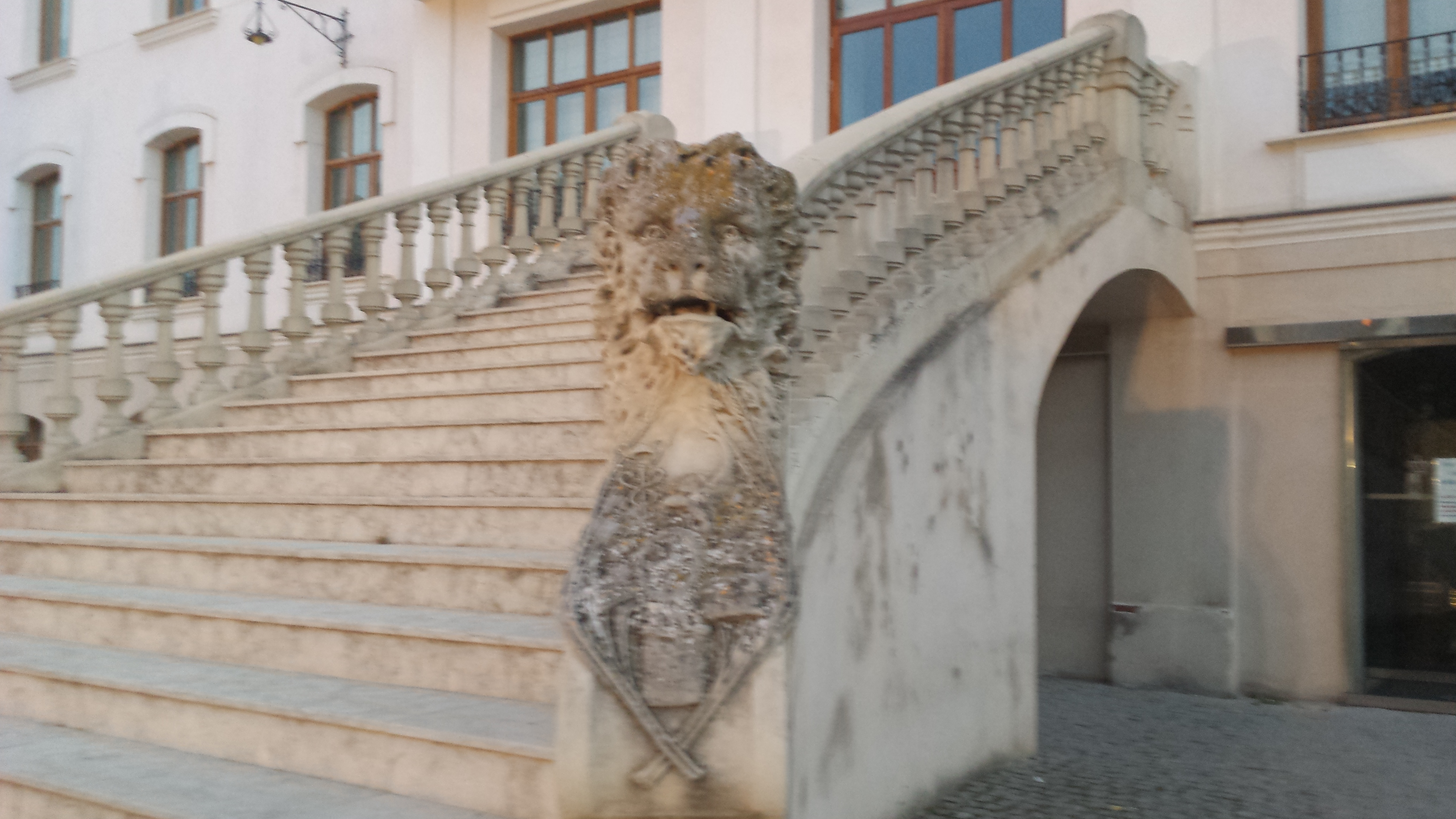
Leones con rasgos humanos en la majestuosa escalinata del edificio que da acceso a su primera planta

La Fábrica de Harinas es un edificio modernista de cuatro alturas. Su fachada lleva impreso en lo más alto de la parte central del edificio el año «1916», fecha en la que fue finalizada. Posee un balcón que sobresale de la parte central de su segunda planta. 

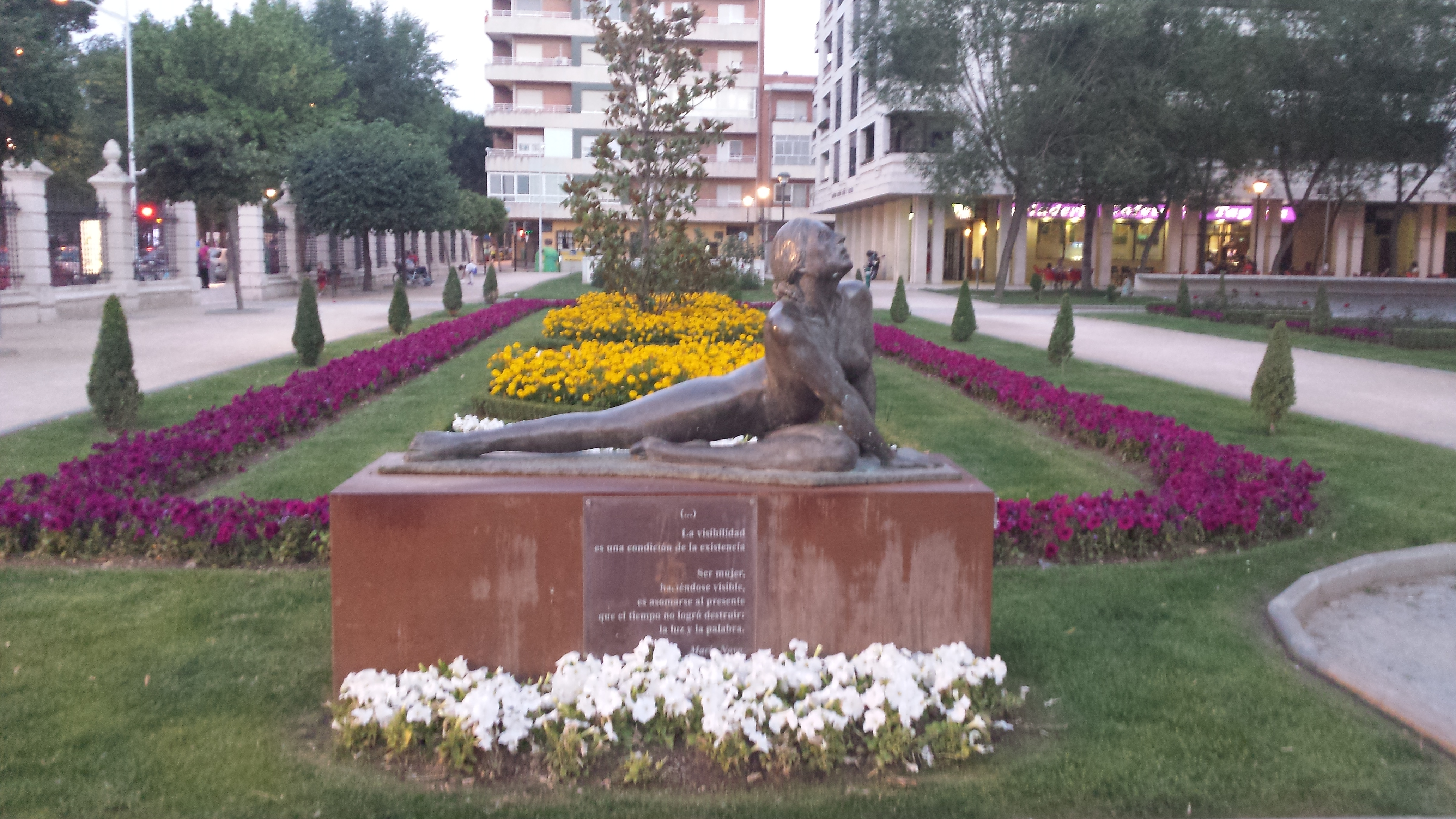
Figura femenina en los jardines de la Fábrica de Harinas. La escultura rinde homenaje al reconocimiento del sufragio femenino en España.

Sus ventanas son estrechas y alargadas excepto en la parte central del edificio, donde destacan las tres ventanas de arco de medio punto de su tercera planta. Una majestuosa escalinata da acceso a su primera planta. A ambos lados del pie de la escalinata se ubican dos legendarios leones. Los leones, tallados en piedra, poseen rasgos humanos, en lo que representa una fusión de león y hombre.
Los exteriores del inmueble albergan unos cuidados jardines, donde se encuentra la escultura Figura femenina. Se conserva parte de la verja que rodeaba al complejo en su origen delante de los mismos.

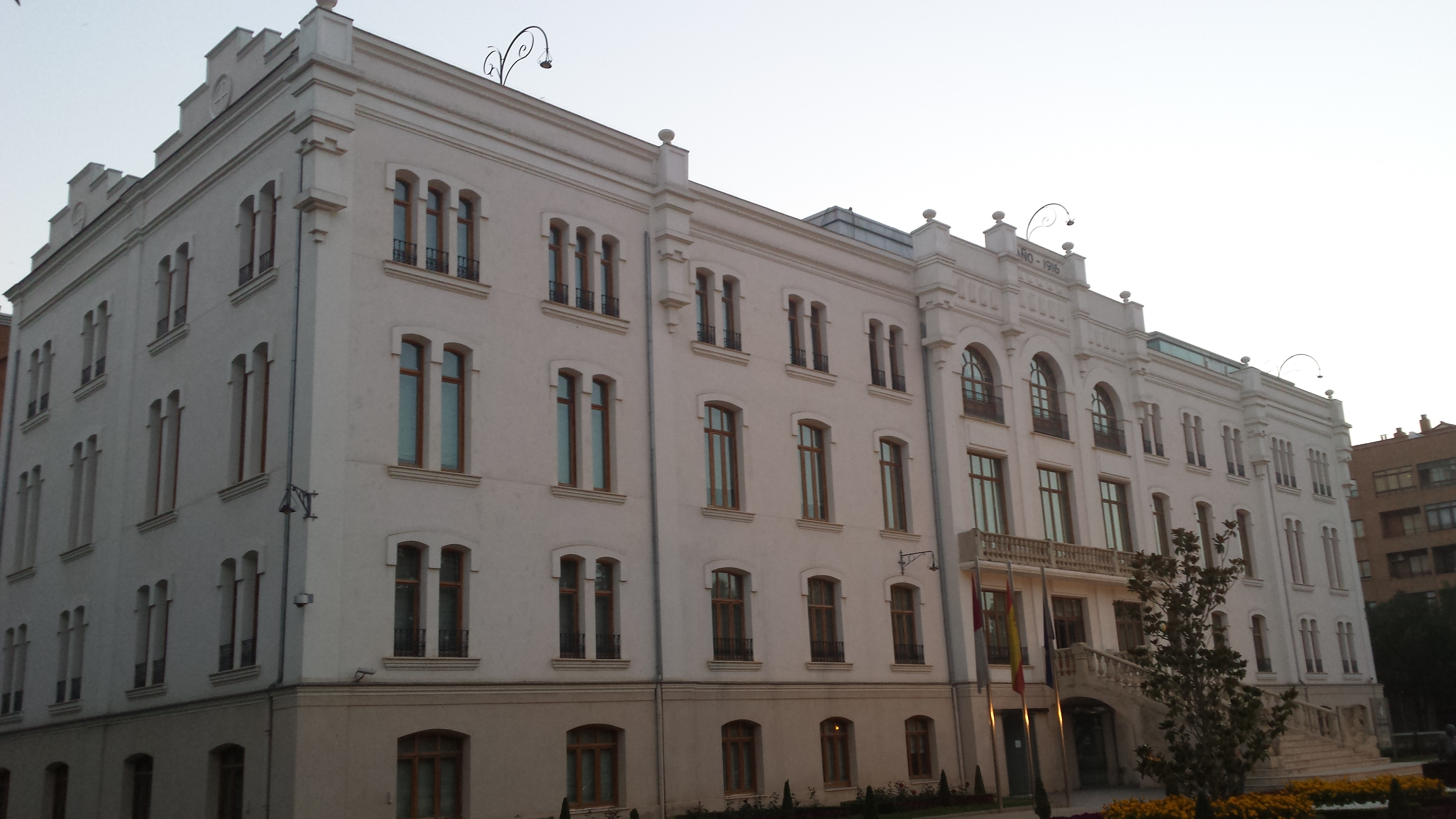
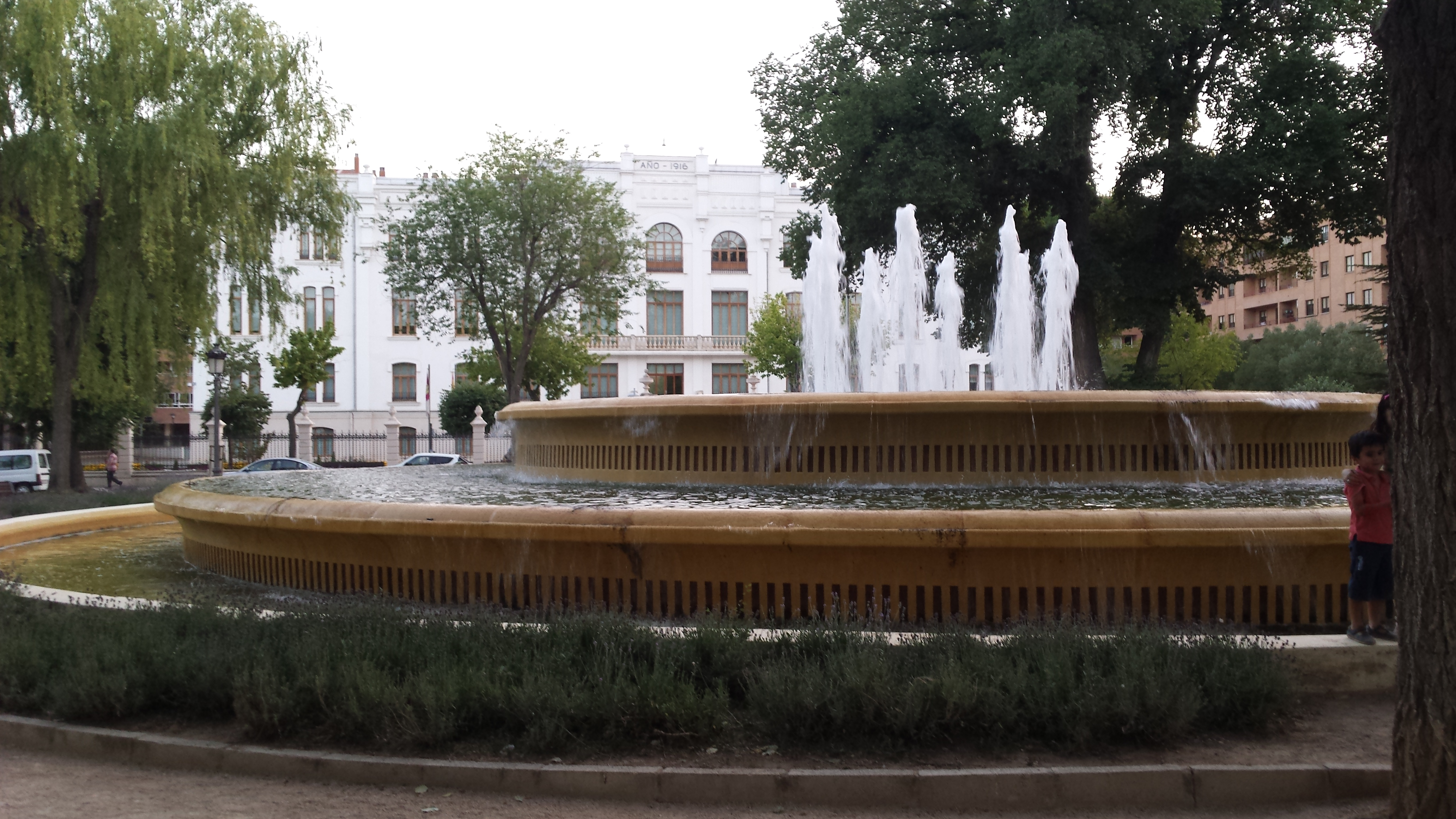
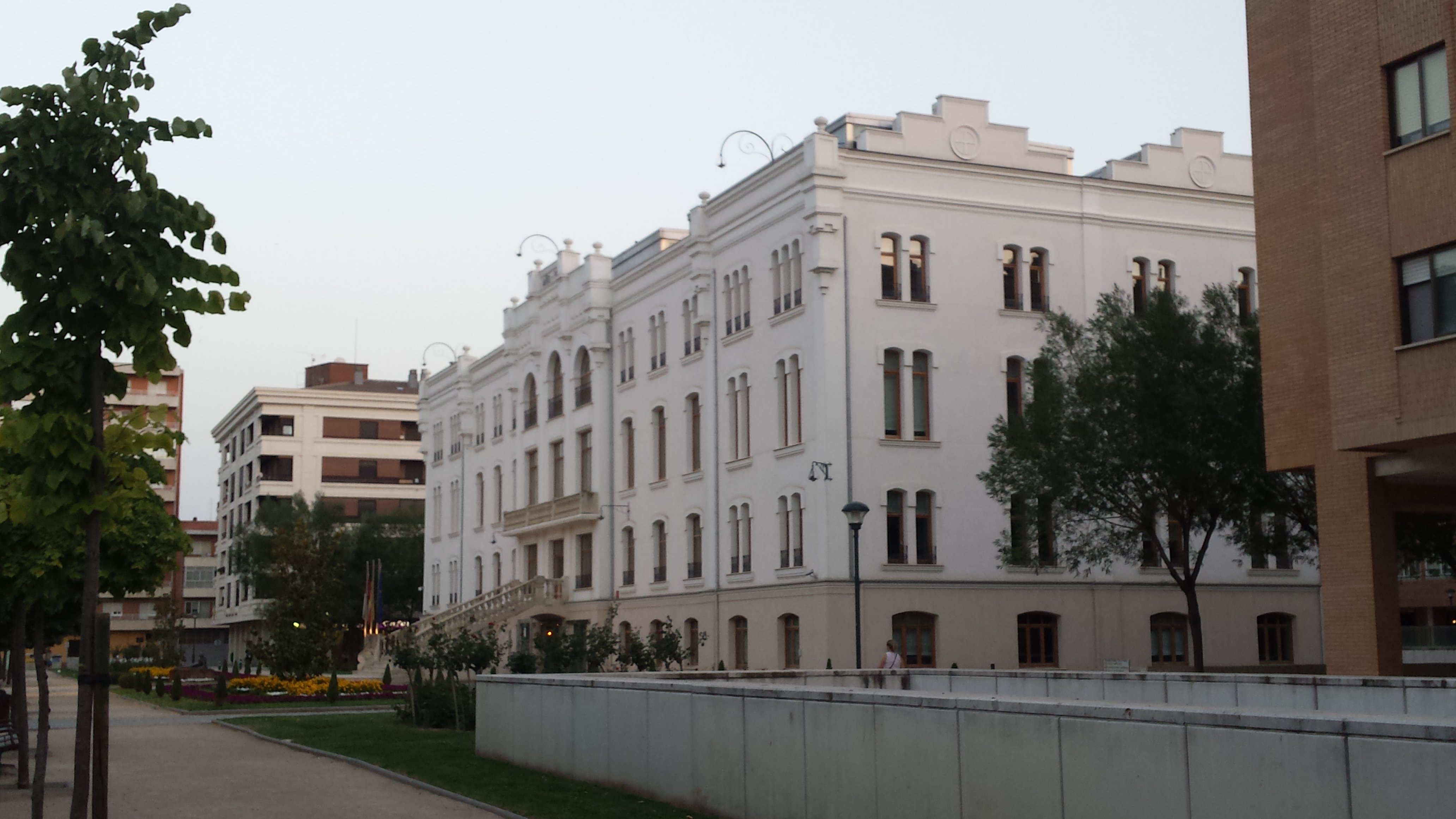
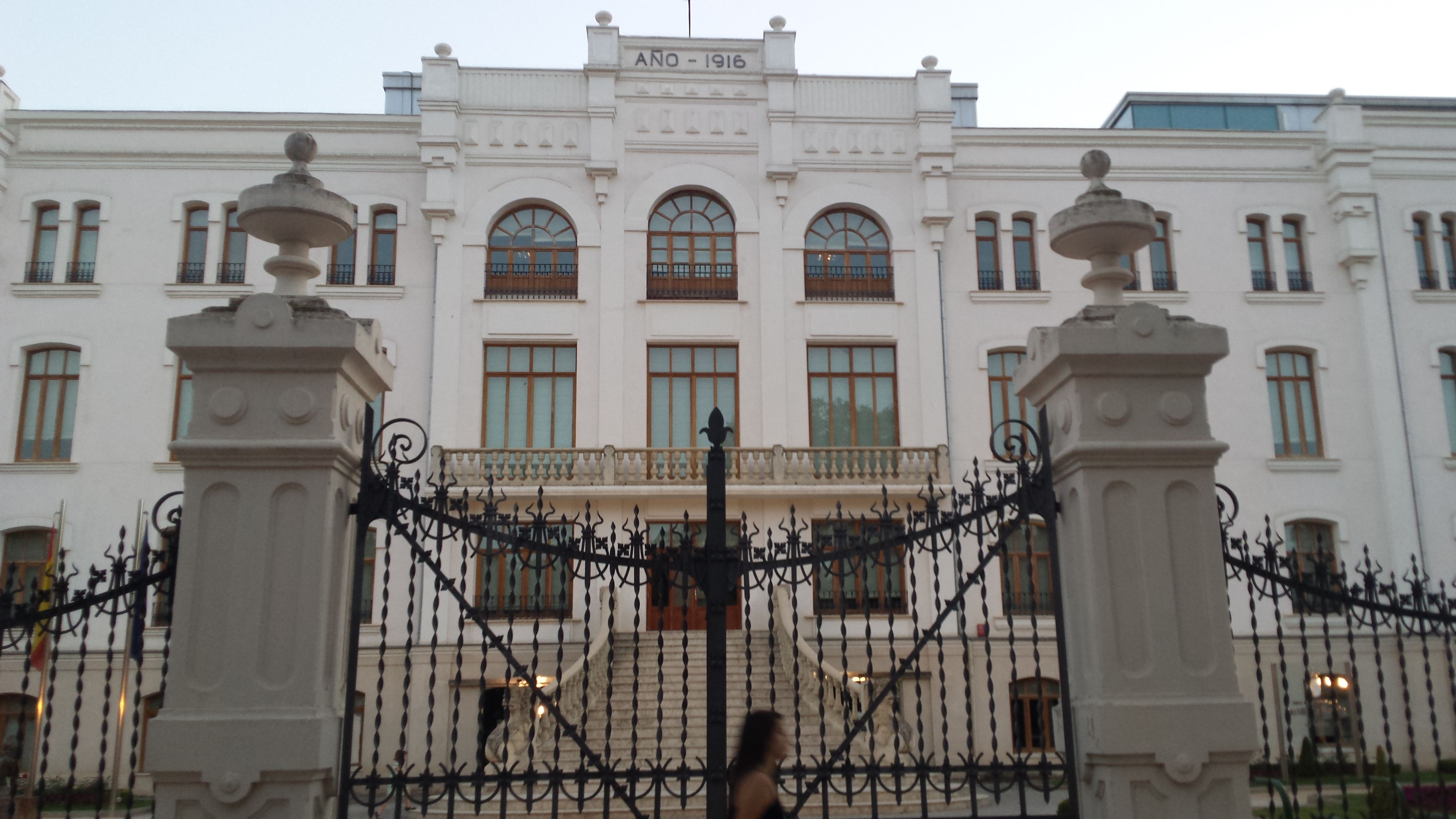
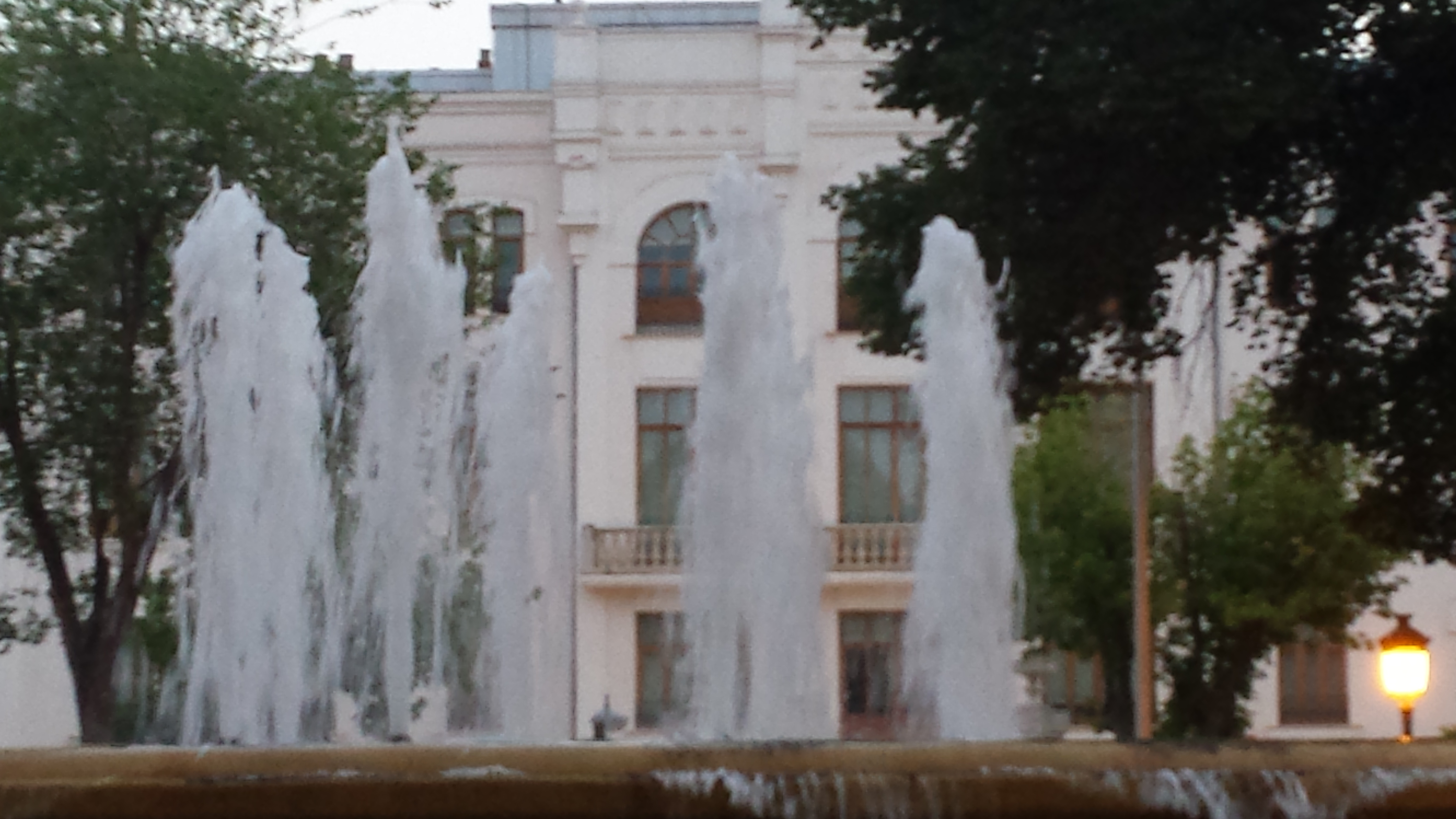
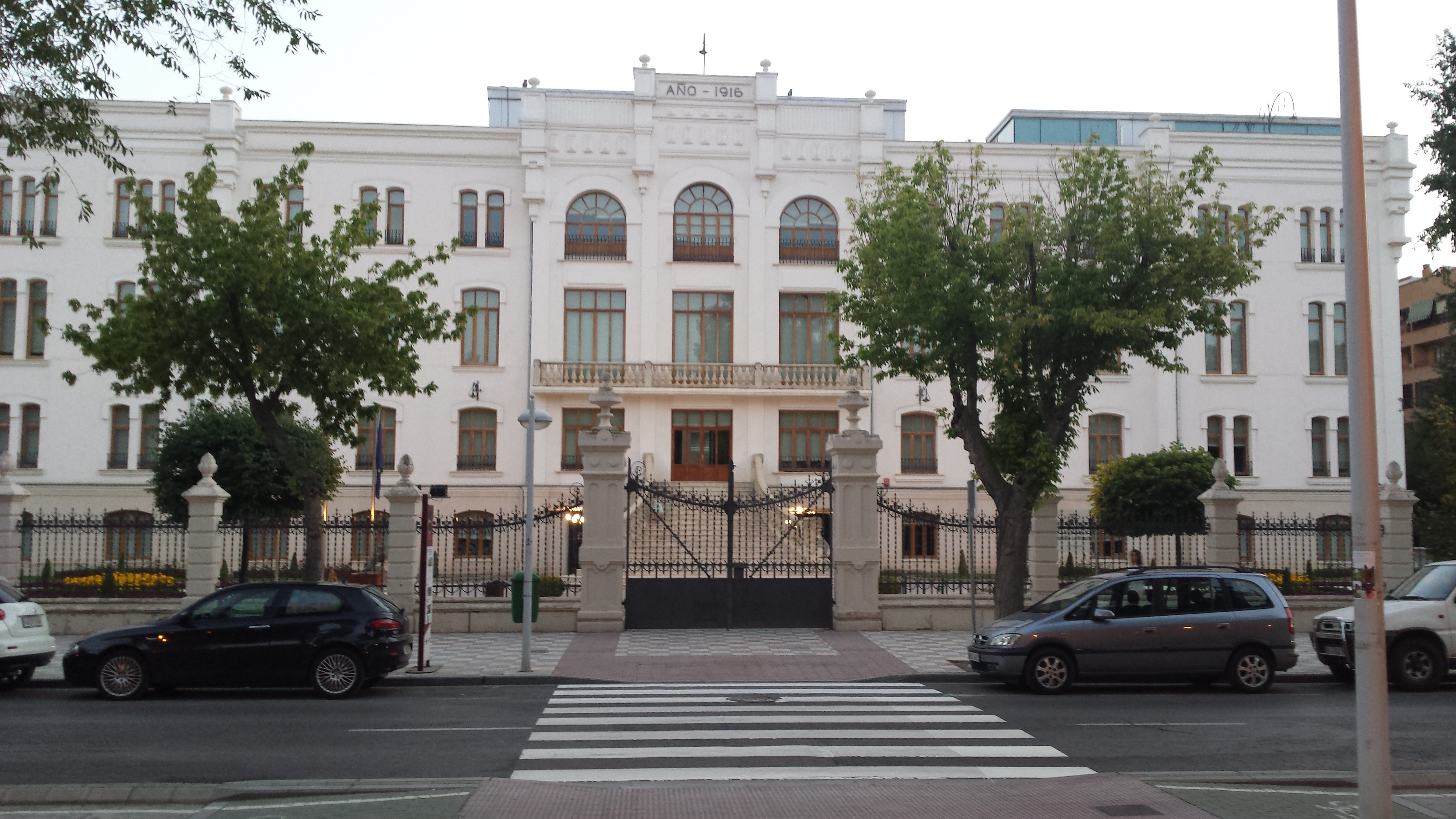
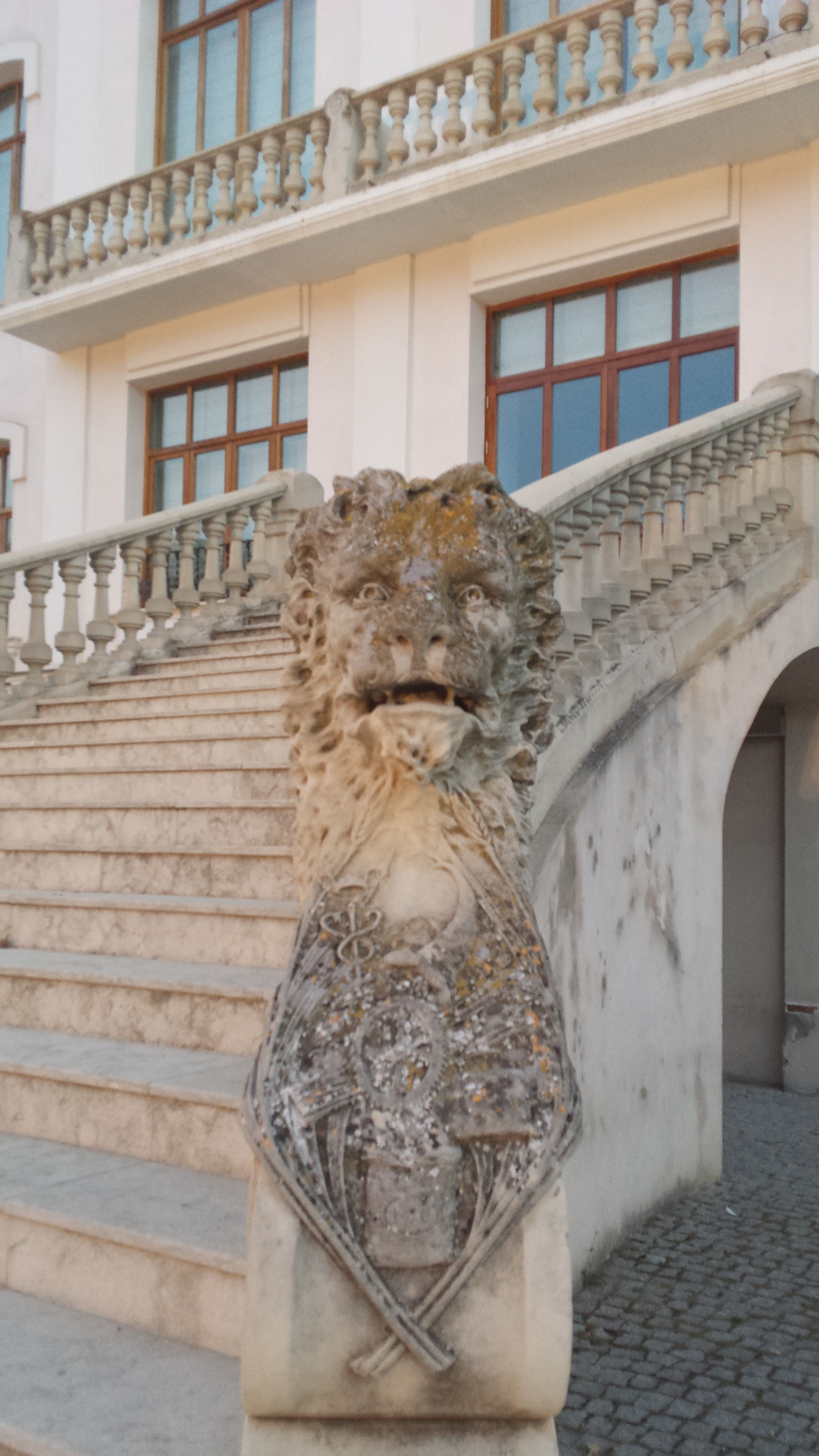
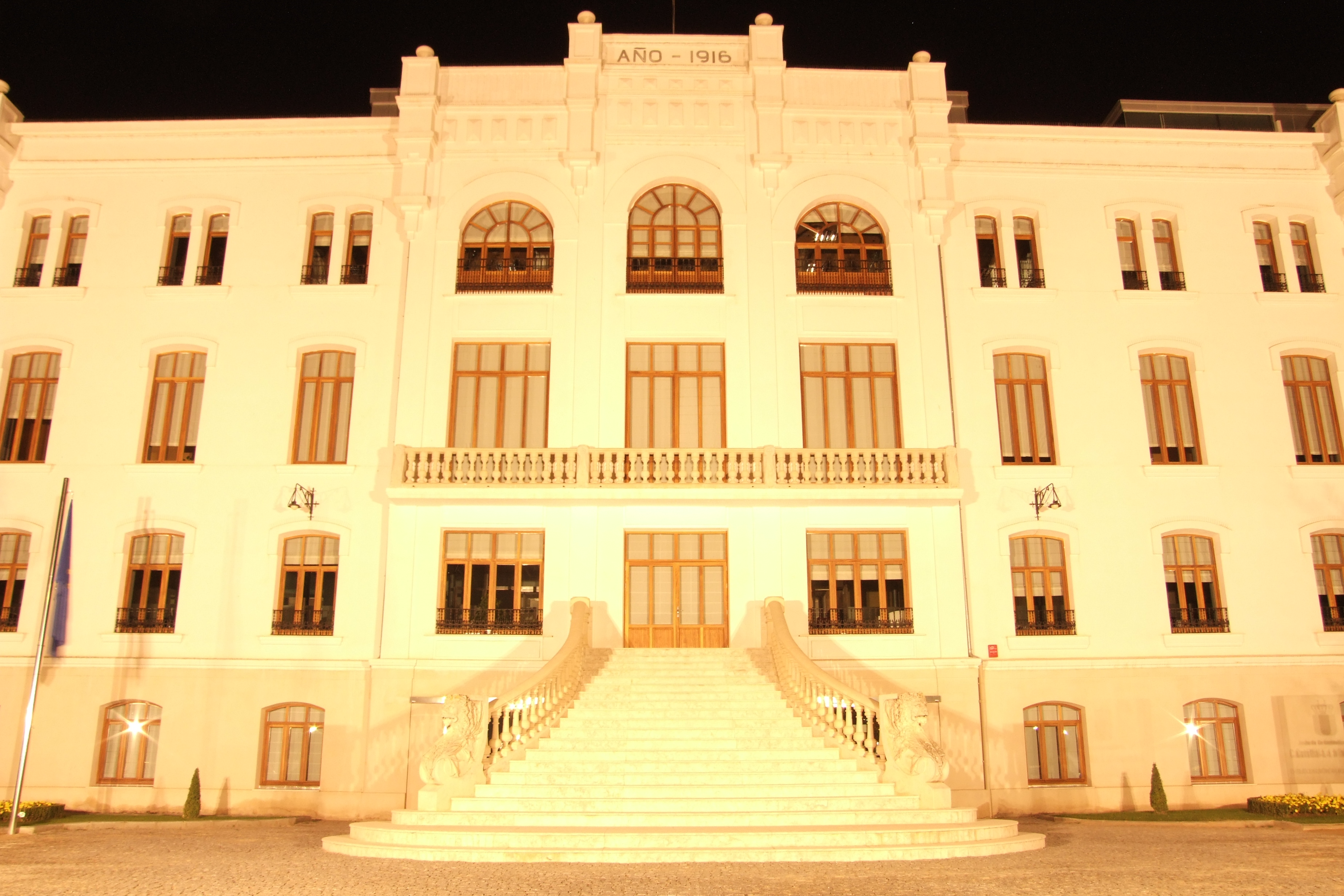